# (8946) Yoshimitsu
(8946) Yoshimitsu (1997 CO) – planetoida z grupy pasa głównego asteroid okrążająca Słońce w ciągu 4,89 lat w średniej odległości 2,88 au. Odkryta 1 lutego 1997 roku.